# Trwałe użytki zielone
Trwałe użytki zielone (TUZ, ang. permanent grassland) – grunty wykorzystywane do uprawy traw lub innych pastewnych roślin zielnych rozsiewających się naturalnie (samosiewnych) lub uprawianych (wysiewanych), które nie były objęte płodozmianem przez okres pięciu lat lub dłużej.
Państwa członkowskie Unii Europejskiej zobowiązane są do utrzymania odpowiedniego stosunku ilości trwałych użytków zielonych do całkowitego obszaru rolnego.
Trwałe użytki zielone zajmują w Polsce ok. 3,1 mln ha, tj. 21,4% powierzchni użytków rolnych, w tym większość stanowią łąki trwałe (ok. 73% TUZ).